# Vera Artaxo
Vera Artaxo (1953 — São Paulo, 09 de julho de 2010) foi uma jornalista brasileira.
Vera trabalhou na Folha de S.Paulo, na Rede Globo, Bandeirantes, TV Record e por 15 anos na Editora Abril. Também trabalhou como assessora de imprensa do ex-secretário de Ciência e Tecnologia, João Carlos Meirelles, do governo do Estado de São Paulo. Ela foi casada com o diretor de teatro Plínio Marcos, convivendo por 20 anos até a morte dele em 1999.
Morreu de câncer no reto e no fígado, em São Paulo, após internação no Instituto do Câncer, em 10 de julho de 2010.